# Sassandria bicolor
Sassandria bicolor is een hooiwagen uit de familie Assamiidae.